# ذخیره‌گاه ملی رودخانه تانا
ذخیره‌گاه ملی نخستی‌های رودخانه تانا، ذخیره‌گاه ملی حیات وحش در جنوب شرقی کنیا به وسعت ۱۷۰ کیلومتر مربع (۶۶ مایل مربع) است که از سال ۱۹۷۶ تا ۲۰۰۷ وجود داشت.

## جغرافیا
بیشتر منطقه ساوانای نیمه خشک بود، اما بخش کوچکی، حدود ۱۳ کیلومتر مربع (۵٫۰ مایل مربع) از تکه‌های کوچک جنگل رودخانه ای تشکیل شده بود.

## تاریخ
دولت این زمین را در سال ۱۹۷۶ به منظور حفاظت از جنگل‌های باتلاقی رودخانه تانا سفلی و دو نخستی در معرض خطر، رودخانه تانا مانگابی و رودخانه تانا، که در آنجا بودند، ذخیره‌گاه اعلام کرد نخستی‌های در حال انقراض در شانزده بخش از جنگل (از ۰٫۱ تا ۶٫۲۵) زندگی می‌کنند.
علیرغم یک پروژه ۶٫۷ میلیون دلاری تسهیلات جهانی محیط زیست بانک جهانی (۱۹۹۶ تا ۲۰۰۱)، اقدامات حفاظتی برای این دو نخستی تا حد زیادی بی اثر بوده‌است.
در سال ۲۰۰۵، بیش از ۲۵۰ خانواده کشاورز جابجا شدند ۹۰ کیلومتر دورتر تا جامعه ساحلی کیپینی کوچ داده شدند.

### محافظت زدایی
در سال ۲۰۰۷، دادگاه عالی کنیا رای داد که این ذخیره به درستی طبق قوانین کنیا ایجاد نشده‌است. در نتیجه، این ذخیره‌گاه لغو شد و تمام حفاظت رسمی از منطقه و وضعیت ذخیره‌گاه ملی و بودجه آن حذف شدند.

## زیستگاه
تکه‌های جنگلی سرسبز رودخانه بقایای جنگل‌های غرب آفریقا هستند. رودخانه از میان جنگل‌های خشک و ساوانای باز می‌گذرد. تعداد گونه‌های پرنده ثبت شده در آنجا ۲۶۲ گونه است و حداقل ۵۷ گونه از پستانداران در آنجا زندگی می‌کنند. چندین گونه درخت بومی و همچنین انواع حیوانات و گیاهان دیگر وجود دارد. بسیاری از گونه‌های پرندگان و جانوران موجود در این ذخیره گاه در شرق آفریقا غیرمعمول هستند و نمونه ای از جنگل‌های بارانی دشت آفریقای مرکزی هستند. آپالیس بال سفید بسیار نادر است. لک‌لک‌های آفریقایی، عقاب رزمی، باز خفاشی، شاهین کوتوله آفریقایی، جغد میله‌دار آفریقایی، لک‌لک‌های پوسته‌دار، سار براق شکم سیاه، و پیپت طلایی نیز نادر هستند. تحقیقات اخیر نشان داده‌است که در صورت بازسازی، این منطقه می‌تواند به عنوان پناهگاهی برای حیات وحش با سطوح متوسط تغییرات آب و هوایی عمل کند.